# Anna Siewierska
Anna Siewierska (sinh tại Gdynia, Ba Lan, ngày 25 tháng 12 năm 1955, mất tại Đà Lạt, Việt Nam, ngày 6 tháng 8 năm 2011) là một nhà ngôn ngữ học gốc Ba Lan làm việc tại Úc, Ba Lan, Hà Lan và Vương quốc Anh. Bà từng là giáo sư ngôn ngữ học tại Khoa Ngôn ngữ học và Ngôn ngữ Anh của Đại học Lancaster và là một chuyên gia hàng đầu về phân loại ngôn ngữ.

## Cuộc đời
Anna Siewierska từng sống vài năm ở Úc, khi cha của bà làm việc cho một công ty thương mại Ba Lan ở Melbourne. Bà theo học chuyên ngành ngôn ngữ học tại Đại học Monash. Với sự hướng dẫn của giáo sư Barry Blake, bà đã viết luận án thạc sĩ về cấu tạo thụ động, chủ đề mà sau này đã được xuất bản thành sách  và được trích dẫn rộng rãi.  
Từ năm 1980, bà làm việc tại Đại học Gdańsk và tích cực tham gia vào các hoạt động liên quan sự nổi lên của Công đoàn Đoàn kết. Bà làm công việc liên kết giữa ban lãnh đạo công đoàn và các nhà báo nói tiếng Anh. Bà nhận bằng Tiến sĩ tại Đại học Monash năm 1985, với luận án về thứ tự từ. 
Giữa năm 1990 và 1994, bà hoạt động tại Đại học Amsterdam, làm việc trong nhóm Ngữ pháp chức năng của Simon Dik, trước khi chuyển đến Đại học Lancaster. Bà là chủ tịch của Hiệp hội ngôn ngữ học Châu Âu vào năm 2001 và 2002, và là chủ tịch của Hiệp hội Phân loại ngôn ngữ từ năm 2007 đến năm 2011.  
Bà kết hôn với nhà ngôn ngữ học người Hà Lan, Dik Bakker. 
Năm 2011, bà qua đời trong một vụ tai nạn ô tô khi đang đi du lịch tại Đà Lạt, Việt Nam, sau một hội nghị về phân loại ngôn ngữ diễn ra ở Hồng Kông. 

## Những đóng góp
Siewierska được biết đến nhiều nhất với công trình nghiên cứu phân loại ngôn ngữ trên quy mô toàn thế giới. Bà đã làm việc, nghiên cứu, so sánh, đối chiếu hàng trăm ngôn ngữ từ khắp nơi trên thế giới để tạo ra công trình này. Bà luôn quan tâm đến các vấn đề về mặt âm thanh như cấu tạo bị động,  cấu tạo ẩn,  cũng như ngữ pháp liên quan đến các sự vật.  Bà đã có những nghiên cứu sâu rộng về trật tự từ ở các ngôn ngữ trên thế giới.  Từ giữa những năm 1990 trở đi, phần lớn công việc của bà tập trung vào nghiên cứu đại từ nhân xưng và dấu đồng thuận.  
Siewierska đã đóng góp đáng kể vào việc xây dựng cây cầu kết nối các trường phái ngôn ngữ học với nhau. Bà có mối liên hệ sớm với Ngữ pháp chức năng và các phương pháp tiếp cận theo chủ nghĩa chức năng khác để nghiên cứu cấu trúc ngôn ngữ. Bà cũng cố gắng kết hợp những hiểu biết sâu sắc về các chủ đề như Ngữ pháp chức năng Lexic,  ngữ liệu,  nhận thức ngôn ngữ học và ngữ pháp xây dựng.  

## Các tác phẩm chọn lọc
Một ấn phẩm xuất hiện trong cuốn Ngôn ngữ qua những Biên giới: Các nghiên cứu trong trí nhớ của Anna Siewierska, được chỉnh sửa bởi Dik Bakker và Martin Haspelmath. 
- Hengeveld, Kees, Jan Rijkhoff và Anna Siewierska. Năm 2004. Các bộ phận của hệ thống lời nói như một tham số kiểu cơ bản. Tạp chí Ngôn ngữ học 40.2: 527–570.
- Hollmann, Willem B. & Anna Siewierska. 2007. Một nghiên cứu ngữ pháp xây dựng về cấu tạo sở hữu trong phương ngữ Lancashire: Một số lợi thế và thách thức. Ngôn ngữ Anh và Ngôn ngữ học 11: 407–424.
- Hollmann, Willem B. & Anna Siewierska. 2011. Tình trạng của tần suất, lược đồ và danh tính trong ngôn ngữ học xã hội học nhận thức: Một nghiên cứu điển hình về giảm bài báo xác định. Ngôn ngữ học nhận thức 22.1: 25–54.
- Malchukov, Andrej và Anna Siewierska (eds.). 2011. Cấu tạo cá nhân: Một quan điểm đa ngôn ngữ. Amsterdam: Benjamins.
- Siewierska, Anna. Năm 1984. Thể bị động: Phân tích ngôn ngữ so sánh. Luân Đôn: Routledge.
- Siewierska, Anna. Năm 1988. Quy tắc trật tự từ. Kent: Croom Helm.
- Siewierska, Anna. Năm 1991. Ngữ pháp chức năng. Luân Đôn: Routledge.
- Siewierska, Anna. Năm 1993. Thứ tự chủ đề và đối tượng bằng tiếng Ba Lan viết: Một số dữ liệu thống kê. Folia Linguistica 27. 1/2, 147–169.
- Siewierska, Anna. 1998a. Dấu người danh nghĩa và bằng lời nói. Phân loại ngôn ngữ học 2, 1–53.
- Siewierska, Anna. 1998b. Ngôn ngữ có và không có đối tượng. Các ngôn ngữ trong Tương phản 1,2: 173–190.
- Siewierska, Anna (biên tập) 1998. Thứ tự cấu thành trong các ngôn ngữ của Châu Âu. Berlin: Mouton de Gruyter.
- Siewierska, Anna. Năm 1999a. Giảm danh nghĩa và sự nổi bật của đối số. Trong Miriam Butt và Tracy Holloway King (eds.), Kỷ yếu của Hội nghị LFG 99. Stanford: Ấn phẩm CSIL.
- Siewierska, Anna. 1999b. Từ đại từ đảo ngữ đến điểm đánh dấu thỏa thuận ngữ pháp. Folia Linguistica 33/2: 225–251.
- Siewierska, Anna. 2003. Thỏa thuận cá nhân và xác định sự liên kết. Giao dịch của Hiệp hội Ngữ văn 101.2, 339–370.
- Siewierska, Anna. Năm 2004. Người. Cambridge: Nhà xuất bản Đại học Cambridge.
- Siewierska, Anna. 2005a. Dấu người trong lời nói. Trong Martin Haspelmath, Matthew S. Dryer, David Gil và Bernard Comrie (eds. ), Tập bản đồ thế giới về cấu trúc ngôn ngữ, 414–417. Oxford: Nhà xuất bản Đại học Oxford. (Có sẵn trực tuyến tại đây . )
- Siewierska, Anna. Năm 2005b. Cấu tạo thụ động. Trong Martin Haspelmath, Matthew S. Dryer, David Gil và Bernard Comrie (eds. ), Tập bản đồ thế giới về cấu trúc ngôn ngữ. Oxford: Nhà xuất bản Đại học Oxford. (Có sẵn trực tuyến tại đây . )
- Siewierska, Anna. Năm 2006. Phân loại ngôn ngữ: Nơi mà chủ nghĩa chức năng và chủ nghĩa hình thức gần như đã gặp nhau. Trong A. Duszak & U. Okulska (tái bản. ), Những cây cầu và những bức tường trong diễn ngôn kim loại học. Berlin: Peter Lang, 57–76.
- Siewierska, Anna & Dik Bakker. Năm 2005. Tham chiếu chéo thỏa thuật liên tục: Dấu người trong Ngữ pháp chức năng. Trong: Kees Hengeveld & Casper de Groot (eds.), Biểu thức hình thái trong Ngữ pháp Chức năng. Berlin: Mouton de Gruyter, 203–248.
- Siewierska, Anna & Jae Jung Song (biên tập) 1998. Trường hợp, kiểu chữ và ngữ pháp (festschrift cho Barry Blake). Amsterdam: Benjamins.
- Siewierska, Anna, Jiajin Xu & Richard Xiao. 2010. Bang-le yi ge da mang: Một nghiên cứu ngữ liệu về các hợp thể có thể phân tách trong tiếng Trung nói và viết. Khoa học ngôn ngữ 32: 464–487.